# Biltmore Botanical Studies
Biltmore Botanical Studies, (abreujat Biltmore Bot. Stud.), va ser una revista amb il·lustracions i descripcions botàniques que es va publicar als Estats Units durant els anys 1901-1902 amb el nom de Biltmore Botanical Studies; a Journal of Botany Embracing Papers by the Director and Associates of the Biltmore Herbarium.